# Ismael Sergio Ley López
Ismael Sergio Ley López (* 17. Juni 1941 in Tayoltita, Bundesstaat Durango) ist ein mexikanischer Botschafter.

## Leben
Ley López studierte bis 1962 an der Escuela nacional de arcitectura der UNAM, anschließend an der Universität von Paris Kunstgeschichte und  Restaurationstechniken am Institut für Archäologie der Universität London (Master). 
Er trat 1984 in den auswärtigen Dienst. Von 1984 bis 1990 war er Kulturattaché in Peking. Von 1990 bis 1993 war Ley López der stellvertretende Leiter der mexikanischen Vertretung in Singapur. 1994 war er Generalkonsul in Shanghai.
Von 1995 bis 1997 leitete Ley López die Abteilung pazifischer Raum und Asien in der Secretaría de Relaciones Exteriores. Von 21. Mai 1997 bis 2001 war er Botschafter in Jakarta Indonesien und von 2001 bis 2006 Botschafter in der Volksrepublik China.
| Vorgänger           | Amt                                                            | Nachfolger                 |
| ------------------- | -------------------------------------------------------------- | -------------------------- |
| —                   | Mexikanischer Botschafter in Jakarta 21. Mai 1997 bis 2001     | Oscar Esparza Vargas       |
| Cecilio Garza Limón | Mexikanischer Botschafter in Peking 23. November 2001 bis 2006 | Jorge E. Guajardo González |